# Ahmed Amokrane
Pour les articles homonymes, voir Mokrane.
Ahmed Amokrane ou Mokrane (Mocoran) est un chef des Aït Abbas et dirigeant de la Kalâa des Beni Abbès (Kabylie, Algérie) au XVIe siècle.

## Biographie

Le Royaume des Beni Abbès à son extension maximale sous la règne d'Ahmed Amokrane (fin XVIe siècle).

En 1559, Ahmed Amokrane succède à son frère Abdelaziz Ben Abbès. Petit-fils du dernier sultan de Béjaïa, Abou El Abbés Abdelaziz, il obtient le titre d'Amokrane et non Sultan qui marque le remplacement des attributs de la royauté par les coutumes berbères de la région. Amokrane signifie en kabyle « grand », « chef », le patronyme Mokrani est porté par ses descendants dont Cheikh El Mokrani, l'un des chefs de l’insurrection de 1871.
Après la mort de son frère, le sultan Abdelaziz, Ahmed Amokrane a continué à combattre les Turcs (Régence d'Alger), et a étendu ses zones de règne jusqu'au Sahara. Ses exploits militaires lui vaudront d’étendre ses territoires dans le Sud et les Ouled Naïl. Il assiège et occupe même Alger momentanément en 1598.
Ahmed Amokrane s’efforce d’organiser son royaume. L’accent est mis sur la bonne gouvernance et une administration efficace. Il encourage l’installation dans sa cité de nombreuses communautés étrangères. Ce cosmopolitisme affirmé participe au développement de Qalaa et des villages périphériques. La typologie architecturale connaît une évolution, ainsi des édifices présente un raffinement citadin qui contraste avec la structure traditionnelle du village kabyle.
Vers la fin du XVIe siècle, Ahmed Amokrane a dirigé son armée en attaquant le Borj Hamza (Bouira), malgré la victoire que les Beni Abbès avait remportée contre les Turcs, Ahmed Amokrane a été tué dans cette bataille.